# Gunnar Lundström (målare)
Axel Gunnar Lundström, född 6 maj 1891 i Umeå, död 4 oktober 1973 i Örnsköldsvik, var en svensk tapetserare, målare och skulptör.
Han var son till brevbäraren Johannis Lundström och Emma Fredrika Dillström samt gift med telefonisten Berta Maria Karlsten. Han studerade konst vid Signe Barths och Grünewalds målarskolor 1946 samt vid Académie Julian i Paris 1951. Separat ställde han bland annat ut i Örnsköldsvik och ett flertal mindre Norrlandsorter. Tillsammans med Knut Norrman ställde han ut i Boden och tillsammans med Arne Olsson i Örnsköldsvik. Han medverkade i samlingsutställningar arrangerade av Örnsköldsvik konstförening, Ångermanlands konstnärsförbund och Örnsköldsviks konstnärsklubb. Hans konst består av stadsbilder, heminteriörer, landskapsbilder från utlandsresor och hemtrakterna i Norrland utförda i olja eller akvarell samt porträttbyster i lera eller gips. 